# Elecciones generales de Gibraltar de 1964
Elecciones generales tuvieron lugar en Gibraltar en 1964. La Asociación para el Avance de Derechos Civiles se mantuvo como el partido mayoritario en la legislatura, obteniendo cinco de once escaños.

## Sistema electoral
La legislatura fue elegida por representación proporcional.

## Resultados
| Partido                                       | Votos | % | Escaños | +/– |
| --------------------------------------------- | ----- | - | ------- | --- |
| Asociación para el Avance de Derechos Civiles |       |   | 5       | +2  |
| Independientes                                |       |   | 6       | +2  |
| Total                                         |       |   | 11      | +4  |
| Fuente: McHale                                |       |   |         |     |